# Leica 250 Reporter
Le Leica 250 Reporter (Leica FF pour les États-Unis) est un appareil photographique 24 x 36 mm utilisant une bobine de film 35 mm de 10 mètres de long permettant de faire 250 vues. Il est basé sur la mécanique du Leica III et produit par Leica à partir de 1933. À partir de 1935 il reçoit la vitesse maximum de 1/1000 comme le Leica IIIa, un couplage pour un moteur électrique et la référence "GG" pour le marché US.

## Histoire
Les deux prototypes du Leica 250 n'ont pas les vitesses lentes et sont fabriqués en 1933 mais l'appareil de série ne sort qu'en 1934 juste après le Leica III dont il reprend les fonctions de base : télémètre et vitesse lentes auxquelles il ajoute une énorme réserve de vues. La plupart des exemplaires est laqué noir le chromage satiné ne concernant que quelques appareils. Il est produit jusqu'en 1953 en 952 exemplaires.

## Technique
Si la partie centrale de l'appareil reste proche de celle du Leica III les extrémités reçoivent deux excroissances permettant de loger deux cassettes susceptibles de recevoir 10 mètres de film 35 mm ce qui permet de faire 250 vues. L'ouverture du fond provoque la fermeture des deux cassettes et il est possible de couper le film et de retirer les vues déjà exposées. Une version avec un moteur électrique est proposé juste avant-guerre mais ne sera produite qu'à environ 200 exemplaires (92 selon la source ce qui explique le prix élevé (900 000 €) lors d'une vente aux enchères en 2023).